# 2020년 하계 올림픽 도미니카 공화국 선수단
도미니카 공화국은 2021년 7월 23일부터 8월 8일까지 일본 도쿄에서 열린 제32회 하계 올림픽에 참가했다. 총 11개 종목에 63명이 참여했다. 또한 올림픽 도미니카 공화국 선수단은 1960년 하계 올림픽부터 15번째 하계 올림픽에 참여했다.
원래 2020년 7월 24일부터 8월 9일까지 열릴 예정이었던 올림픽은 코로나19 범유행으로 인해 2021년 7월 23일부터 8월 8일로 연기되었다. 이는 도미니카 공화국이 하계 올림픽에 15회 연속 출전한 사건이었다. 도미니카공화국은 은메달 3개, 동메달 2개로 적당한 성적을 거두며 하계 올림픽을 떠났지만 어느 종목에서도 금메달 1개도 확보하지 못했다.

## 메달 집계

### 종목별 메달 집계
| 종목 | 1 | 2 | 3 | 메달 합계 |
| 역도 | 0 | 1 | 1 | 2         |
| 육상 | 0 | 2 | 0 | 2         |
| 야구 | 0 | 0 | 1 | 1         |
| 합계 | 0 | 3 | 2 | 5         |

### 메달리스트
| 메달   | 이름 | 종목 | 세부 종목     | 날짜     |
| ------ | --- | ---- | ------------- | -------- |
| 은메달 | 사카리아스 보나트 | 역도 | 남자 81kg     | 7월 31일 |
| 은메달 | - 리디오 안드레스 펠리스 - 마릴레이디 파울리노 - 아나벨 메디나 - 루겔린 산토스 - 알렉산데르 오간도 | 육상 | 4 x 400m 계주 | 7월 31일 |
| 은메달 | 마릴레이디 파울리노 | 육상 | 여자 400m     | 8월 6일  |
| 동메달 | 크리스메리 산타나 | 역도 | 여자 87kg     | 8월 2일  |
| 동메달 | 도미니카 공화국 야구 국가대표팀 - 크리스토퍼 메르세데스 - 라몬 로소 - 후니오르 가르시아 - 루이스 펠리페 카스티요 - 하이로 어센시오 - 얀 마리네스 - 앙헬 산체스 - 다리오 알바레즈 - 데니 레예스 - 라울 발데스 - 점보 디아스 - 찰리 발레리오 - 롤다니 발드윈 - 구스타보 누녜스 - 에릭 메히아 - 디에고 고리스 - 헤이손 구스만 - 호세 바우티스타 - 후안 프란시스코 - 예프리 페레즈 - 멜키 카브레라 - 훌리오 로드리게스 - 요한 미에시스 - 에밀리오 보니파시오 | 야구 | 남자 야구     | 8월 7일  |

## 출전 선수
아래는 2020년 하계 올림픽에 참여한 도미니카 공화국 선수들의 수이다.
| 종목   | 남자 | 여자 | 총합 |
| ------ | ---- | ---- | ---- |
| 육상   | 4    | 2    | 6    |
| 야구   | 24   | 빈칸 | 24   |
| 복싱   | 5    | 2    | 7    |
| 다이빙 | 1    | 0    | 1    |
| 승마   | 1    | 1    | 2    |
| 유도   | 1    | 0    | 1    |
| 조정   | 1    | 0    | 1    |
| 수영   | 1    | 1    | 2    |
| 태권도 | 2    | 1    | 3    |
| 배구   | 0    | 12   | 12   |
| 역도   | 2    | 3    | 5    |
| 총합   | 42   | 22   | 64   |

## 종목별 성적

### 다이빙
도미니카 공화국은 미국 로스앤젤레스에서 열린 1984년 하계 올림픽 이후 처음으로 올림픽 다이빙 본선에 진출하였다. 일본 도쿄에서 열린 2021년 FINA 다이빙 월드컵에서 남자 스프링보트 출전권 7장 중 마지막 출전권을 얻는 데 성공하였다.
성적
| 출전 선수       | 부문               | 본선   | 본선 | 준결선 | 준결선 | 결선          | 결선          |
| 출전 선수       | 부문               | 점수   | 순위 | 점수   | 순위   | 점수          | 순위          |
| --------------- | ------------------ | ------ | ---- | ------ | ------ | ------------- | ------------- |
| 호나탄 루발카바 | 남자 3m 스프링보드 | 383.05 | 18 Q | 398.65 | 13 R   | 진출하지 못함 | 진출하지 못함 |

### 배구
도미니카 공화국은 여자 배구 국가대표팀이 도미니카 공화국의 수도 산토도밍고에서 열린 2020년 하계 올림픽 배구 여자 북아메리카 예선에서 금메달로 승리하면서 8년만에 처음으로 올림픽 배구 본선에 진출하는 데 성공하였다.
성적 요약
| 팀                                   | 부문               | 조별 예선        | 조별 예선      | 조별 예선        | 조별 예선    | 조별 예선    | 조별 예선 | 준준결승     | 준결승        | 결승 / BM     | 결승 / BM |
| 팀                                   | 부문               | 상대방 점수      | 상대방 점수    | 상대방 점수      | 상대방 점수  | 상대방 점수  | 순위      | 상대방 점수  | 상대방 점수   | 상대방 점수   | 순위      |
| ------------------------------------ | ------------------ | ---------------- | -------------- | ---------------- | ------------ | ------------ | --------- | ------------ | ------------- | ------------- | --------- |
| 도미니카 공화국 여자 배구 국가대표팀 | 배구 여자 토너먼트 | 세르비아 · L 0–3 | 브라질 · L 2–3 | 대한민국 · L 2–3 | 케냐 · W 3–0 | 일본 · W 3–1 | 4         | 미국 · L 0–3 | 진출하지 못함 | 진출하지 못함 | 5         |

선수 명단
선수 명단은 2021년 7월 10일 확정되었다.
수석 코치:  마르쿠스 퀴에크
- 1 아네리스 바르가스 MB
- 3 에베 메히아 MB
- 5 브렌다 카스티요 L
- 6 카밀 도밍게스 S
- 7 니베르카 마르테 S
- 14 프리시야 리베라 OH
- 16 용카이라 페냐 OH
- 18 베타니아 데 라 크루스 OH
- 20 브라옐린 마르티네스 OH
- 21 히네이리 마르티네스 MB
- 23 가일라 곤살레스 OP
- 25 라리스메르 마르티네스 L

조별 예선
| 순위 | 팀              | 경기 | 승리 | 패배 | 승점 | 얻은 세트 | 잃은 세트 | 세트 득실 | 얻은 점수 | 잃은 점수 | 점수 득실 | 통과 |
| ---- | --------------- | ---- | ---- | ---- | ---- | --------- | --------- | --------- | --------- | --------- | --------- | ---- |
| 1    | 브라질          | 5    | 5    | 0    | 14   | 15        | 3         | 5.000     | 434       | 315       | 1.378     | 8강  |
| 2    | 세르비아        | 5    | 4    | 1    | 12   | 13        | 3         | 4.333     | 381       | 313       | 1.217     | 8강  |
| 3    | 대한민국        | 5    | 3    | 2    | 7    | 9         | 10        | 0.900     | 374       | 415       | 0.901     | 8강  |
| 4    | 도미니카 공화국 | 5    | 2    | 3    | 8    | 10        | 10        | 1.000     | 411       | 406       | 1.012     | 8강  |
| 5    | 일본 (H)        | 5    | 1    | 4    | 4    | 6         | 12        | 0.500     | 378       | 395       | 0.957     |      |
| 6    | 케냐            | 5    | 0    | 5    | 0    | 0         | 15        | 0.000     | 242       | 376       | 0.644     |      |

| 2021년 7월 25일 14:20 | 세르비아                    | 3 - 0 | 도미니카 공화국 | 경기장: 아리아케 경기장 심판: 강주희(KOR), 예브게니 막샤노프(RUS) |
| 2021년 7월 25일 14:20 | (25 - 18, 25 - 12, 25 - 20) |       |                 | 경기장: 아리아케 경기장 심판: 강주희(KOR), 예브게니 막샤노프(RUS) |
| 2021년 7월 25일 14:20 | 기록지 상세 통계            |       |                 | 경기장: 아리아케 경기장 심판: 강주희(KOR), 예브게니 막샤노프(RUS) |

| 2021년 7월 27일 19:40 | 브라질                                        | 3 - 2 | 도미니카 공화국 | 경기장: 아리아케 경기장 심판: 수사나 로드리게스(ESP), 블라디미르 시모노비치(SRB) |
| 2021년 7월 27일 19:40 | (22 - 25, 25 - 17, 25 - 13, 23 - 25, 15 - 12) |       |                 | 경기장: 아리아케 경기장 심판: 수사나 로드리게스(ESP), 블라디미르 시모노비치(SRB) |
| 2021년 7월 27일 19:40 | 기록지 상세 통계                              |       |                 | 경기장: 아리아케 경기장 심판: 수사나 로드리게스(ESP), 블라디미르 시모노비치(SRB) |

| 2021년 7월 29일 11:05 | 대한민국                                      | 3 - 2 | 도미니카 공화국 | 경기장: 아리아케 경기장 심판: 에르난 카사미켈라(ARG), 무라나카 신(JPN) |
| 2021년 7월 29일 11:05 | (25 - 20, 17 - 25, 25 - 18, 15 - 25, 15 - 12) |       |                 | 경기장: 아리아케 경기장 심판: 에르난 카사미켈라(ARG), 무라나카 신(JPN) |
| 2021년 7월 29일 11:05 | 기록지 상세 통계                              |       |                 | 경기장: 아리아케 경기장 심판: 에르난 카사미켈라(ARG), 무라나카 신(JPN) |

| 2021년 7월 31일 09:00 | 도미니카 공화국             | 3 - 0 | 케냐 | 경기장: 아리아케 경기장 심판: 강주희(KOR), 패트리카 롤프(USA) |
| 2021년 7월 31일 09:00 | (25 - 19, 25 - 18, 25 - 10) |       |      | 경기장: 아리아케 경기장 심판: 강주희(KOR), 패트리카 롤프(USA) |
| 2021년 7월 31일 09:00 | 기록지 상세 통계            |       |      | 경기장: 아리아케 경기장 심판: 강주희(KOR), 패트리카 롤프(USA) |

| 2021년 8월 2일 19:40 | 일본                                 | 1 - 3 | 도미니카 공화국 | 경기장: 아리아케 경기장 심판: 패트리카 롤프(USA), 보이치에흐 마로셰크(POL) |
| 2021년 8월 2일 19:40 | (10 - 25, 23 - 25, 25 - 19, 19 - 25) |       |                 | 경기장: 아리아케 경기장 심판: 패트리카 롤프(USA), 보이치에흐 마로셰크(POL) |
| 2021년 8월 2일 19:40 | 기록지 상세 통계                     |       |                 | 경기장: 아리아케 경기장 심판: 패트리카 롤프(USA), 보이치에흐 마로셰크(POL) |

준준결승
| 2021년 8월 4일 13:00 | 도미니카 공화국             | 0 - 3 | 미국 | 경기장: 아리아케 경기장 심판: 루이스 마시아스(MEX), 강주희(KOR) |
| 2021년 8월 4일 13:00 | (11 - 25, 20 - 25, 19 - 25) |       |      | 경기장: 아리아케 경기장 심판: 루이스 마시아스(MEX), 강주희(KOR) |
| 2021년 8월 4일 13:00 | 기록지 상세 통계            |       |      | 경기장: 아리아케 경기장 심판: 루이스 마시아스(MEX), 강주희(KOR) |

### 복싱
도미니카 공화국은 2020년 하계 올림픽에서 각 체급별로 남자 5명, 여자 2명으로 총 7명의 선수를 출전시켰다. 아르헨티나 부에노스아이레스에서 열릴 예정이었던 올림픽 예선전인 2021년 범아메리카 선수권 대회가 취소되면서 2016년 하계 올림픽 당시 남자 라이트급으로 출전했던 레오넬 데 로스 산토스를 비롯한 도미니카 공화국의 복싱 선수들은 IOC의 미주 복싱 랭킹을 기준으로 체급별로 미주 5위 안에 드는 선수들이 올림픽 본선에 출전할 수 있게 되었다.
성적
| 출전 선수             | 부문          | 32강전                            | 16강전                                | 준준결승                          | 준결승        | 결승          | 결승          |
| 출전 선수             | 부문          | 상대방 결과                       | 상대방 결과                           | 상대방 결과                       | 상대방 결과   | 상대방 결과   | 순위          |
| --------------------- | ------------- | --------------------------------- | ------------------------------------- | --------------------------------- | ------------- | ------------- | ------------- |
| 로드리고 마르테       | 남자 플라이급 | 술레마누 테테 (GHA) · L 2-3       | 진출하지 못함                         | 진출하지 못함                     | 진출하지 못함 | 진출하지 못함 | 진출하지 못함 |
| 알렉시 데 라 크루스   | 남자 페더급   | 케빈 알리콕 (GUY) · W 5–0         | 알베르트 바티르가지예프 (ROC) · L 0-5 | 진출하지 못함                     | 진출하지 못함 | 진출하지 못함 | 진출하지 못함 |
| 로안 폴랑코           | 남자 웰터급   | Bye                               | 보보우스몬 바투로프 (UZB) · L 0-4     | 진출하지 못함                     | 진출하지 못함 | 진출하지 못함 | 진출하지 못함 |
| 레오넬 데 로스 산토스 | 남자 라이트급 | 바코두르 우스모노프 (TJK) · L 1-4 | 진출하지 못함                         | 진출하지 못함                     | 진출하지 못함 | 진출하지 못함 | 진출하지 못함 |
| 에우리 세데뇨         | 남자 미들급   | 엘드릭 세야 (EOR) · W RSC         | 프란시스코 베론 (ARG) · W 3–2         | 올렉산드르 히주냐크 (UKR) · L 1–4 | 진출하지 못함 | 진출하지 못함 | 5             |
| 미겔리나 에르난데스   | 여자 플라이급 | 메리 콤 (IND) · L 1–4             | 진출하지 못함                         | 진출하지 못함                     | 진출하지 못함 | 진출하지 못함 | 진출하지 못함 |
| 마리아 모론타         | 여자 웰터급   | Bye                               | 미램 더 실비아 (CAN) · W 5–0          | 오셰 존스 (USA) · L 0–4           | 진출하지 못함 | 진출하지 못함 | 5             |

### 수영
도미니카 공화국은 2021년 6월 28일 FINA 점수제에 기초하여 국제 수영 연맹(FINA)로부터 올림픽 개인전에 출전할 최고 순위의 남자 선수 1명, 여자 선수 1명 총 2명의 수영선수를 올림픽 본선에 보내달라는 초청권을 받았다.
| 출전 선수       | 부문           | 본선    | 본선 | 준결선        | 준결선        | 결선          | 결선          |
| 출전 선수       | 부문           | 시간    | 순위 | 시간          | 순위          | 시간          | 순위          |
| --------------- | -------------- | ------- | ---- | ------------- | ------------- | ------------- | ------------- |
| 호수에 도밍게스 | 남자 100m 평영 | 1:01.86 | 39   | 진출하지 못함 | 진출하지 못함 | 진출하지 못함 | 진출하지 못함 |
| 호수에 도밍게스 | 남자 200m 평영 | 2:17.34 | 34   | 진출하지 못함 | 진출하지 못함 | 진출하지 못함 | 진출하지 못함 |
| 크리스탈 라라   | 여자 100m 배영 | 1:03.07 | 35   | 진출하지 못함 | 진출하지 못함 | 진출하지 못함 | 진출하지 못함 |
| 크리스탈 라라   | 여자 200m 배영 | 2:18.63 | 27   | 진출하지 못함 | 진출하지 못함 | 진출하지 못함 | 진출하지 못함 |

### 승마
도미니카 공화국은 2019년 페루 리마에서 열린 2019년 팬아메리칸 게임의 승마 개인 장애물 비월 종목에서 상위 15위 안에 선수 1명이 들며 승마 선수 1명이 올림픽 본선에 진출하는 데 성공했다. 또한 도미니카 공화국에서는 마장마술 부문에서 FEI 승마 세계 랭킹 D조와 E조(북중미 지역) 랭킹 상위 4위 안에 들며 올림픽 본선에 진출하는 데 성공하였다.
마장마술 부문
| 출전 선수               | 말       | 부문      | 그랑프리 | 그랑프리 | 그랑프리 자유형 | 그랑프리 자유형 | 총합          | 총합 |
| 출전 선수               | 말       | 부문      | 점수     | 순위     | 기술            | 예술            | 점수          | 순위 |
| ----------------------- | -------- | --------- | -------- | -------- | --------------- | --------------- | ------------- | ---- |
| 이보네 로소스 데 무니스 | 악와마린 | 개인 마장 | 70.869   | 22       | 진출하지 못함   | 진출하지 못함   | 진출하지 못함 | 22   |

장애물 부문
| 출전 선수         | 말       | 부문        | 본선 | 본선 | 결선          | 결선          | 총합          | 총합          |
| 출전 선수         | 말       | 부문        | 감점 | 순위 | 감점          | 순위          | 감점          | 순위          |
| ----------------- | -------- | ----------- | ---- | ---- | ------------- | ------------- | ------------- | ------------- |
| 엑토르 플로렌티노 | 카르나발 | 개인 장애물 | 14   | 60   | 진출하지 못함 | 진출하지 못함 | 진출하지 못함 | 진출하지 못함 |

### 야구
도미니카 공화국 야구 국가대표팀은 2021년 6월 멕시코 푸에블라에서 열린 2021년 야구 올림픽 예선 최종 결선에서 금메달로 승리하면서 본선 출전권을 확보해 2020년 하계 올림픽 야구에 출전하게 되었다.
성적 요약
| 팀                              | 부문      | 조별 예선    | 조별 예선      | 조별 예선 | 본선 1차전       | 1차 패자부활전   | 본선 2차전   | 2차 패자부활전 | 준결승      | 결승 / BM         | 결승 / BM |
| 팀                              | 부문      | 상대방 결과  | 상대방 결과    | 순위      | 상대방 결과      | 상대방 결과      | 상대방 결과  | 상대방 결과    | 상대방 결과 | 상대방 결과       | 순위      |
| ------------------------------- | --------- | ------------ | -------------- | --------- | ---------------- | ---------------- | ------------ | -------------- | ----------- | ----------------- | --------- |
| 도미니카 공화국 야구 국가대표팀 | 남자 야구 | 일본 · L 3-4 | 멕시코 · W 6-4 | 2         | 대한민국 · L 3-4 | 이스라엘 · W 7-6 | 미국 · L 1-3 | Bye            | Bye         | 대한민국 · W 10-6 | 3         |

#### 선수 명단
도미니카 야구 연맹은 2021년 7월 8일 최종 선수 명단을 발표하였다. 디에고 고리스가 대마초 흡입 양성 반응으로 나와 가브리엘 아리아스로 교체되었다. 또한 헤르손 바우티스타 선수도 코로나19 관련 자가 격리 상황에 들어가면서 라몬 로소 선수로 교체되었다.
| 15 | 투수   | 크리스토퍼 메르세데스  | 1994년 3월 8일(27세)   | 요미우리 자이언츠             |  |  |
| 23 | 투수   | 라몬 로소              | 1996년 6월 9일(25세)   | 필라델피아 필리스 (AAA)       |  |  |
| 28 | 투수   | 후니오르 가르시아      | 1995년 10월 1일(25세)  | 애리조나 다이아몬드백스 (AAA) |  |  |
| 31 | 투수   | 루이스 펠리페 카스티요 | 1995년 3월 10일(26세)  | 애리조나 다이아몬드백스 (AA)  |  |  |
| 33 | 투수   | 하이로 어센시오        | 1983년 5월 30일(38세)  | 티그레스 델 리세이            |  |  |
| 37 | 투수   | 얀 마리네스            | 1988년 8월 12일(32세)  | 토로스 델 에스테              |  |  |
| 38 | 투수   | 앙헬 산체스            | 1989년 11월 28일(31세) | 요미우리 자이언츠             |  |  |
| 39 | 투수   | 다리오 알바레즈        | 1989년 1월 17일(32세)  | 알고도네로스 데 우니온 라구나 |  |  |
| 41 | 투수   | 데니 레예스            | 1996년 11월 2일(24세)  | 보스턴 레드삭스 (AA)          |  |  |
| 56 | 투수   | 라울 발데스            | 1977년 11월 27일(43세) | 토로스 델 에스테              |  |  |
| 70 | 투수   | 점보 디아스            | 1984년 2월 27일(37세)  | 디아블로스 로호스 델 멕시코   |  |  |
|    |        |                        |                        |                               |  |  |
| 7  | 포수   | 찰리 발레리오          | 1990년 11월 7일(30세)  | 수폴스 카나리스               |  |  |
| 16 | 포수   | 롤다니 발드윈          | 1996년 3월 16일(25세)  | 보스턴 레드삭스 (AA)          |  |  |
|    |        |                        |                        |                               |  |  |
| 2  | 내야수 | 구스타보 누녜스        | 1988년 2월 8일(33세)   | 에스트레라스 오리엔타레스     |  |  |
| 6  | 내야수 | 에릭 메히아            | 1994년 11월 9일(26세)  | 캔자스시티 로얄스 (AAA)       |  |  |
| 8  | 내야수 | 디에고 고리스          | 1990년 11월 8일(30세)  | 아길라스 시베냐스             |  |  |
| 10 | 내야수 | 헤이손 구스만          | 1998년 10월 8일(22세)  | 캔자스시티 로얄스 (A+)        |  |  |
| 19 | 내야수 | 호세 바우티스타        | 1980년 10월 19일(40세) | 무소속                        |  |  |
| 34 | 내야수 | 후안 프란시스코        | 1987년 6월 24일(33세)  | 기간테스 델 시바오            |  |  |
|    |        |                        |                        |                               |  |  |
| 3  | 외야수 | 예프리 페레즈          | 1991년 2월 24일(30세)  | 아길라스 시베냐스             |  |  |
| 14 | 외야수 | 멜키 카브레라          | 1984년 8월 11일(36세)  | 아길라스 시베냐스             |  |  |
| 18 | 외야수 | 훌리오 로드리게스      | 2000년 12월 29일(20세) | 시애틀 매리너스 (A+)          |  |  |
| 36 | 외야수 | 요한 미에시스          | 1995년 7월 13일(25세)  | 보스턴 레드삭스 (AAA)         |  |  |
| 64 | 외야수 | 에밀리오 보니파시오    | 1985년 4월 23일(36세)  | 티그레스 델 리세이            |  |  |

#### 경기 결과
조별 예선
| 순위 | 팀              | 승 | 패 | pct.  | RS | IPO | RA | IPD | TQB    |
| ---- | --------------- | -- | -- | ----- | -- | --- | -- | --- | ------ |
| 1    | 일본            | 2  | 0  | 1.000 | 11 | 18  | 7  | 18  | 0.222  |
| 2    | 도미니카 공화국 | 1  | 1  | 0.500 | 4  | 17  | 4  | 18  | 0.013  |
| 3    | 멕시코          | 0  | 2  | 0.000 | 4  | 18  | 8  | 17  | -0.248 |

- 제1경기 : 일본 VS 도미니카 공화국

2021년 7월 28일 12:00 후쿠시마 아즈마 경기장
| 팀                                                                | 1 | 2 | 3 | 4 | 5 | 6 | 7 | 8 | 9 | R | H  | E |
| 도미니카 공화국 (C.C 메르세데스)                                  | 0 | 0 | 0 | 0 | 0 | 0 | 2 | 0 | 1 | 3 | 8  | 0 |
| 일본 (야마모토 요시노부)                                          | 0 | 0 | 0 | 0 | 0 | 0 | 1 | 0 | 3 | 4 | 10 | 0 |
| 승리 투수: 구리바야시 료지 (1승) 패전 투수: 하이로 아센시오 (1패) |   |   |   |   |   |   |   |   |   |   |    |   |

- 2경기: 멕시코 vs 도미니카 공화국

2021년 7월 30일 12:00 요코하마 스타디움
| 팀                                                                                             | 1 | 2 | 3 | 4 | 5 | 6 | 7 | 8 | 9 | R | H | E |
| 멕시코 (시어도어 스탠키위츠)                                                                   | 0 | 0 | 0 | 0 | 0 | 0 | 0 | 0 | 0 | 0 | 4 | 0 |
| 도미니카 공화국 (앙헬 산체스)                                                                  | 0 | 0 | 0 | 0 | 1 | 0 | 0 | 0 | X | 1 | 6 | 0 |
| 승리 투수: 앙헬 산체스 (1승) 패전 투수: 시어도어 스탠키위츠 (1패) 세이브: 루이스 카스티요 (1S) |   |   |   |   |   |   |   |   |   |   |   |   |

본선 1차전
2021년 8월 1일 19:00 요코하마 스타디움
| 팀                                                                                                | 1 | 2 | 3 | 4 | 5 | 6 | 7 | 8 | 9  | R | H  | E |
| 도미니카 공화국 (라울 발데스)                                                                     | 1 | 0 | 0 | 2 | 0 | 0 | 0 | 0 | 0  | 3 | 6  | 0 |
| 대한민국 (이의리)                                                                                 | 1 | 0 | 0 | 0 | 0 | 0 | 0 | 0 | 3X | 4 | 12 | 1 |
| 승리 투수: 오승환 (2승) 패전 투수: 루이스 카스티요 (1패 1S) 홈런: DOM – 후안 프란시스코 (4회 2점) |   |   |   |   |   |   |   |   |    |   |    |   |

패자부활전 1차전
2021년 8월 3일 19:00 요코하마 스타디움
| 팀 | 1 | 2 | 3 | 4 | 5 | 6 | 7 | 8 | 9  | R | H | E |
| 이스라엘 (조시 제이드) | 0 | 0 | 0 | 0 | 4 | 0 | 0 | 2 | 0  | 6 | 9 | 2 |
| 도미니카 공화국 (C.C 메르세데스) | 1 | 0 | 1 | 0 | 0 | 2 | 1 | 0 | 2X | 7 | 9 | 1 |
| 승리 투수: 루이스 카스티요 (1승 1패 1S) 패전 투수: 잭 웨이스 (1승 1패) 홈런: ISR – 대니 발렌시아 (8회 2점) DOM – 제이슨 구즈만 (7회 1점) 요한 미네세스 (9회 1점) |   |   |   |   |   |   |   |   |    |   |   |   |

본선 2차전
2021년 8월 4일 12:00 요코하마 스타디움
| 팀 | 1 | 2 | 3 | 4 | 5 | 6 | 7 | 8 | 9 | R | H | E |
| 도미니카 공화국 (데니 레예스) | 0 | 0 | 0 | 0 | 0 | 0 | 0 | 0 | 1 | 1 | 5 | 0 |
| 미국 (스캇 캐즈미어) | 2 | 0 | 0 | 0 | 1 | 0 | 0 | 0 | X | 3 | 3 | 3 |
| 승리 투수: 스캇 캐즈미어 (1승) 패전 투수: 데니 레예스 (1패) 세이브: 데이비드 로버트슨 (2S) 홈런: DOM – 찰리 발레리오 (9회 1점) USA – 트리스톤 카사스 (1회 2점), 테일러 오스틴 (5회 1점) |   |   |   |   |   |   |   |   |   |   |   |   |

동메달 결정전
2021년 8월 7일 12:00 요코하마 스타디움
| 팀 | 1 | 2 | 3 | 4 | 5 | 6 | 7 | 8 | 9 | R  | H  | E |
| 도미니카 공화국 (라울 발데스) | 4 | 0 | 0 | 0 | 1 | 0 | 0 | 5 | 0 | 10 | 14 | 0 |
| 대한민국 (김민우) | 0 | 1 | 0 | 1 | 4 | 0 | 0 | 0 | 0 | 6  | 13 | 0 |
| 승리 투수: 크리스토퍼 메르세데스 (1승) 패전 투수: 오승환 (2승 1패) 세이브: 호세 디아즈 (1S) 홈런: DOM – 훌리오 로드리게스 (1회 2점), 후안 프란시스코 (1회 1점), 요한 미에세스 (8회 2점) KOR – 김현수 (4회 1점) |   |   |   |   |   |   |   |   |   |    |    |   |

### 역도
도미니카 공화국은 역도 선수 5명이 올림픽 본선에 진출하는 데 성공하였다. 세계 역도 연맹(IWF) 세계 랭킹을 기준으로 베아트리스 피론(여자 49kg급), 크리스메리 산타나(여자 87kg급), 베로니카 살라딘(여자 87kg급) 3명이 8위권 내로 들어와 올림픽 본선에 자동 진출하였다. 한편 2016년 리우 올림픽에 출전하였던 루이스 가르시아와 사카리아스 보나트 두 명은 IWF 세계 랭킹 기준 각각 남자 61kg급과 81kg급에서 북아메리카 역도 1위를 차지해 올림픽 본선에 진출하는 데 성공했다.
성적
| 출전 선수         | 부문       | 인상 | 인상 | 용상 | 용상 | 총합 | 순위 |
| 출전 선수         | 부문       | 결과 | 순위 | 결과 | 순위 | 총합 | 순위 |
| ----------------- | ---------- | ---- | ---- | ---- | ---- | ---- | ---- |
| 루이스 가르시아   | 남자 61kg  | 120  | 11   | 154  | 8    | 274  | 8    |
| 사카리아스 보나트 | 남자 81kg  | 163  | 6    | 204  | 2    | 367  | 2    |
| 베아트리스 피론   | 여자 49kg  | 81   | 8    | 95   | 8    | 176  | 8    |
| 크리스메리 산타나 | 여자 87kg  | 116  | 2    | 140  | 4    | 256  | 3    |
| 베로니카 살라딘   | 여자 87+kg | 111  | 6    | 131  | 7    | 242  | 7    |

### 유도
도미니카 공화국은 2020년 하계 올림픽에서 유도 남자 미들급(90kg) 1명을 출전할 자격을 얻었다. 2021년 6월 28일 세계 유도 연맹(IJF)의 세계 랭킹 리스트에 따라 로베르트 플로렌티노 선수는 예선을 자력으로 통과하지 않고 미주 최고 랭킹 유도선수로 자동으로 아메리카 대륙 올림픽 본선 출전권을 얻는 데 성공하였다.
성적
| 출전 선수           | 종목      | 64강전      | 32강전                            | 16강전        | 준준결승      | 준결승        | 패자부활전    | 결승 / BM     | 결승 / BM     |
| 출전 선수           | 종목      | 상대방 결과 | 상대방 결과                       | 상대방 결과   | 상대방 결과   | 상대방 결과   | 상대방 결과   | 상대방 결과   | 순위          |
| ------------------- | --------- | ----------- | --------------------------------- | ------------- | ------------- | ------------- | ------------- | ------------- | ------------- |
| 로베르트 플로렌티노 | 남자 90kg | Bye         | 케자우 니야발리 (UKR) · L 000–012 | 진출하지 못함 | 진출하지 못함 | 진출하지 못함 | 진출하지 못함 | 진출하지 못함 | 진출하지 못함 |

### 육상
도미니카 공화국은 육상 경기 세계 선수권 대회에서 올림픽 본선 기준을 충족시키거나 세계 랭킹에서 올림픽 본선 진출 기준을 충족하여 육상 경기 한 종목당 최대 3명씩 올림픽 본선에 진출하는 데 성공하였다.
트랙 종목 성적
| 출전 선수                                                                                | 부문          | 본선       | 본선 | 준결선   | 준결선 | 결선          | 결선          |
| 출전 선수                                                                                | 부문          | 결과       | 순위 | 결과     | 순위   | 결과          | 순위          |
| ---------------------------------------------------------------------------------------- | ------------- | ---------- | ---- | -------- | ------ | ------------- | ------------- |
| 양카를로스 마르티네스                                                                    | 200m          | 20.17 NR   | 2 Q  | 20.24    | 4      | 진출하지 못함 | 진출하지 못함 |
| 마릴레이디 파울리노                                                                      | 400m          | 50.06      | 1 Q  | 49.38 NR | 1 Q    | 49.20 NR      | 2             |
| 리디오 안드레스 펠리스 마릴레이디 파울리노 아나벨 메디나 루겔린 산토스 알렉산데르 오간도 | 4 x 400m 계주 | 3:12.74 NR | 2 Q  | 빈칸     | 빈칸   | 3:10.21 NR    | 2             |

필드 종목 성적
| 출전 선수      | 부문     | 본선  | 본선 | 결선          | 결선          |
| 출전 선수      | 부문     | 거리  | 순위 | 거리          | 순위          |
| -------------- | -------- | ----- | ---- | ------------- | ------------- |
| 아나 호세 티마 | 세단뛰기 | 14.11 | 16   | 진출하지 못함 | 진출하지 못함 |

### 조정
도미니카 공화국은 2021년 브라질 리우데자네이루에서 열린 2021년 FISA 아메리카 올림픽 예선 조정 경주에서 B-결승에서 5위로 아메리카의 마지막 출전권을 획득하며 국가 사상 처음으로 올림픽 조정 본선에 진출하는 데 성공했다.
성적
| 출전 선수           | 부문          | 본선    | 본선 | 패자부활전 | 패자부활전 | 준준결승 | 준준결승 | 준결승  | 준결승 | 결승    | 결승 |
| 출전 선수           | 부문          | 시간    | 순위 | 시간       | 순위       | 시간     | 순위     | 시간    | 순위   | 시간    | 순위 |
| ------------------- | ------------- | ------- | ---- | ---------- | ---------- | -------- | -------- | ------- | ------ | ------- | ---- |
| 이그나시오 바스케스 | 남자 싱글스컬 | 7:43.71 | 5 R  | 7:42.83    | 3 SE/F     | Bye      | Bye      | 7:42.80 | 1 FE   | 7:25.88 | 25   |

### 태권도
도미니카 공화국은 올림픽 본선에 총 3명의 선수가 출전하였다. 베르나르도 피에 선수는 2019년 팬아메리카 게임 태권도 남자 68kg급에서 은메달을 얻으며 본선에 진출하였고, 2016년 하계 올림픽에 출전했던 모이세스 에르난데스 선수와 카테리네 로드리게스는 코스타리카 산호세에서 열린 2020년 팬아메리칸 태권도 올림픽 예선 토너먼트에서 체급 상위 2위를 달성하며 올림픽 본선에 진출하는 데 성공했다.
성적
| 출전 선수           | 부문       | 본선전      | 16강전                           | 준준결승                | 준결승        | 패자부활전                       | 결승 / BM     | 결승 / BM     |
| 출전 선수           | 부문       | 상대방 결과 | 상대방 결과                      | 상대방 결과             | 상대방 결과   | 상대방 결과                      | 상대방 결과   | 결과          |
| ------------------- | ---------- | ----------- | -------------------------------- | ----------------------- | ------------- | -------------------------------- | ------------- | ------------- |
| 베르나르도 피에     | 남자 68kg  | Bye         | 자우드 아찹 (BEL) · W 18-11      | 자오솨이 (CHN) · L 8-13 | 진출하지 못함 | 진출하지 못함                    | 진출하지 못함 | 진출하지 못함 |
| 모이세스 에르난데스 | 남자 80kg  | 빈칸        | 니키타 라팔로비치 (UZB) · L 7-17 | 진출하지 못함           | 진출하지 못함 | 진출하지 못함                    | 진출하지 못함 | 진출하지 못함 |
| 카테리네 로드리게스 | 여자 +67kg | 빈칸        | 나피아 쿠시 (TUR) · W 7-5        | 이다빈 (KOR) · L 14-23  | 진출하지 못함 | 아미나타 트라오레 (CIV) · L 9-11 | 진출하지 못함 | 진출하지 못함 |